# St. Bartholomäus (Walting)

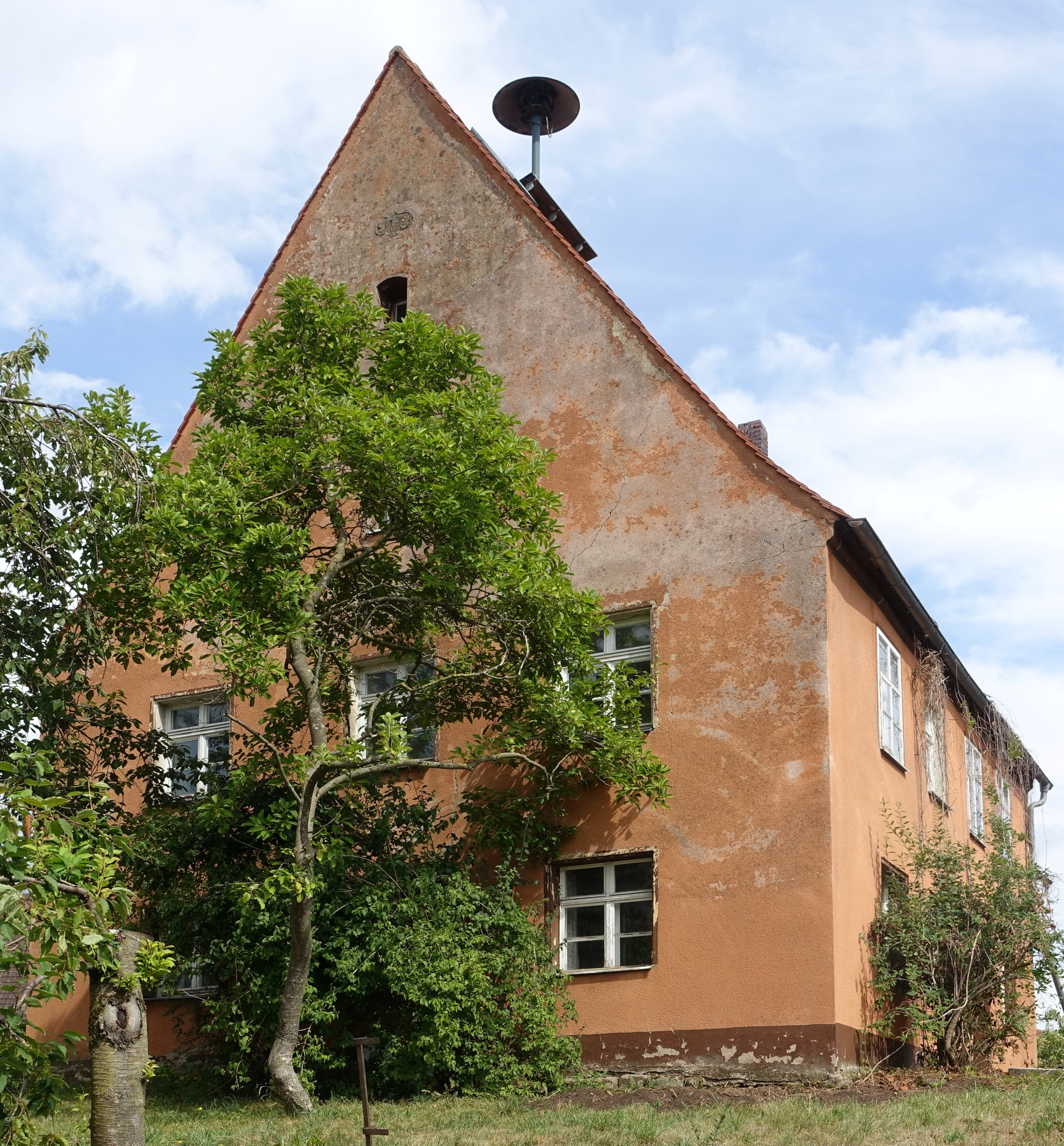
Heutiges Gebäude

Die Pfarrkirche St. Bartholomäus (auch Untere Kirche genannt) war neben der heute noch existierenden Kirche Mariä Himmelfahrt die einzige katholische Kirche in Walting, einem Gemeindeteil des Marktes Pleinfeld im mittelfränkischen Landkreis Weißenburg-Gunzenhausen. Die Kirche wurde profaniert und ist heute von außen nicht mehr als einstiger Sakralbau erkennbar. Das Bauwerk mit der postalischen Adresse Walting 85 ist unter der Denkmalnummer D-5-77-161-135 als Baudenkmal in die Bayerische Denkmalliste eingetragen.
Die dem Apostel Bartholomäus geweihte Kirche steht unterhalb der Hauptstraße auf einer Höhe von 466 m ü. NHN. Die Mariä-Himmelfahrts-Kirche steht rund 200 Meter Luftlinie in nordöstlicher Richtung. Die Bartholomäuskirche ist die ältere der beiden Waltinger Kirchen gewesen. Das heutige Gebäude ist im Kern mittelalterlich und wurde von 1736 bis 1741 ausgebaut. 1807 wurde die Kirche wegen Baufälligkeit geschlossen und 1820 zu einem Schulhaus ausgebaut. Die Altäre wurden nach Heideck und Schloßberg verkauft.